# Ethniko Komma-Ellines
Ethniko Komma-Ellines (griechisch Εθνικό Κόμμα-Έλληνες) zuvor Ellines Gia Tin Patrida (Griechen für das Vaterland, griechisch Έλληνες για την Πατρίδα in der Kurzform ELLINES, griechisch ΈΛΛΗΝΕΣ) ist eine griechische nationalistische und rechtsextreme Partei, die am 4. Juni 2020 vom ehemaligen attischen Abgeordneten Ilias Kasidiaris gegründet wurde.

## Vorgeschichte
Nach den Wahlen vom 7. Juli 2019 und dem Scheitern der Chrysi Avgi, wieder ins Parlament einzuziehen, forderten viele Mitglieder der Partei Änderungen in der Parteistruktur sowie einen Führungswechsel. Der Generalsekretär der Partei, Nikos Michaloliakos, wurde von vielen Abgeordneten und ehemaligen Abgeordneten als verantwortlich für den Misserfolg angesehen, die 3 %-Sperrklausel nicht zu erreichen. Infolgedessen begannen viele prominente Parteimitglieder, die Goldene Morgenröte aufzugeben, da Michaloliakos darauf bestand, an der Spitze der Partei zu bleiben.
Bemerkenswerterweise kündigte Ioannis Lagos (seit der Europawahl 2019 in Griechenland Mitglied des Europäischen Parlaments), seinen Abschied von der Goldenen Morgenröte an, zusammen mit Giorgos Germenis, Nikos Kouzilos und Panagiotis Iliopoulos, um eine neue nationalistische Partei namens Nationales Volksbewusstsein zu gründen.
Laut einem Dokument, das von der linken Zeitung Efimerida ton Syntakton im Mai 2020 erhalten wurde, schickte Ilias Kasidiaris einen Brief an Nikos Michaloliakos, in dem er ihn um eine Konferenz, die Wahl eines Generalsekretärs von der Parteibasis, die Umbenennung des offiziellen Namens der Partei (von Goldene Morgenröte Volksliga in Griechische Allianz Goldener Morgenröte) bat, sowie im Namen der Partei Faschismus, Nazismus und jede nicht-griechische Ideologie öffentlich zu verurteilen.

## Gründung
Nachdem Michaloliakos diesen Vorschlag abgelehnt hatte, verkündete Kasidiaris am 21. Mai 2020 durch ein YouTube-Video seinen Rückzug aus der Partei Goldene Morgenröte und die Gründung einer neuen Partei, deren Name er später als Griechen für die Heimat bekanntgab.
Kasidiaris erklärte, dass die neue Partei ideologisch anderen dominierenden europäischen nationalistischen Bewegungen, wie der Lega Nord in Italien oder Fidesz in Ungarn, nahe stehe und machte deutlich, dass das Statut der Partei den Nationalsozialismus, den Faschismus und alle Arten von fremder Ideologie vollständig ablehnt.
Am 21. Juni 2020 präsentierte er die Parteifunktionäre der Partei, wie den ehemaligen Europaabgeordneten Lambros Foudoulis, den ehemaligen Ätolien-Akarnanien-Abgeordneten Kostas Barbarousis, den ehemaligen Basketballspieler Steve Giatzoglou und andere.

## Umfragen
Schon wenige Tage nach der Gründung der Partei begannen ihre Prozentsätze in den Meinungsumfragen zu erscheinen, jedoch stets mit Werten unter der Sperrklausel von 3 %.

## Belege
1. ↑  https://www.cnn.gr/politiki/story/220225/neo-ethnikistiko-komma-idryei-o-hlias-kasidiaris
2. ↑  https://www.opendemocracy.net/en/countering-radical-right/greece-new-far-right-movement-taking-stage/
3. ↑  https://muse.jhu.edu/article/788939
4. ↑  https://www.foiaresearch.net/article/greeks-fatherland-ilias-kasidiaris-and-greeces-new-far-right-party
5. ↑  Διαλύεται η Χρυσή Αυγή: Ανεξαρτητοποίηση Λαγού – Τον καλούν να παραδώσει την έδρα. 13. Juli 2019, abgerufen am 30. Dezember 2020 (griechisch).
6. ↑  Bundeszentrale für politische Bildung: Nea Dimokratia gewinnt Parlamentswahl in Griechenland | bpb. Abgerufen am 30. Dezember 2020.
7. ↑  Χρυσή Αυγή: Βγήκαν τα μαχαίρια ανάμεσα σε Μιχαλολιάκο - Γερμενή (pics). 20. August 2019, abgerufen am 30. Dezember 2020 (griechisch).
8. ↑  Δημήτρης Ψαρράς: «Δεν νοείται Χρυσή Αυγή χωρίς τον Αρχηγό της». Abgerufen am 30. Dezember 2020 (griechisch).
9. ↑  Ο Λαγός έριξε τη Χρυσή Αυγή στον... Καιάδα. Abgerufen am 30. Dezember 2020 (griechisch).
10. ↑  Υπό διάλυση η Χρυσή Αυγή – Ανεξαρτητοποιήθηκε ο Λαγός. Abgerufen am 30. Dezember 2020 (griechisch).
11. ↑  Γι’ αυτό έφυγε ο Κασιδιάρης. Abgerufen am 30. Dezember 2020 (griechisch).
12. ↑  Χρυσή Αυγή: Η αποχώρηση Κασιδιάρη είναι το κερασάκι στην «τούρτα» της αποσύνθεσης. 21. Mai 2020, abgerufen am 30. Dezember 2020 (griechisch).
13. ↑  Ο Κασιδιάρης γυρνά την πλάτη στο Μιχολολιάκο και ιδρύει με βίντεο νέο κόμμα. Abgerufen am 30. Dezember 2020 (griechisch).
14. ↑  Νέο κόμμα ανακοίνωσε ο Ηλίας Κασιδιάρης. 21. Mai 2020, abgerufen am 30. Dezember 2020 (griechisch).
15. ↑  Newsroom: Νέο εθνικιστικό κόμμα ιδρύει ο Ηλίας Κασιδιάρης. 21. Mai 2020, abgerufen am 30. Dezember 2020 (griechisch).
16. ↑  Η.Κασιδιάρης: Πρώτη παρουσίαση των στελεχών του κόμματος ‘ΕΛΛΗΝΕΣ για την Πατρίδα’. Abgerufen am 30. Dezember 2020 (griechisch).
17. ↑  Ο ΚΑΣΙΔΙΑΡΗΣ “ΤΕΛΕΙΩΝΕΙ” ΔΗΜΟΣΚΟΠΙΚΑ Χ.Α ΚΑΙ ΒΕΛΟΠΟΥΛΟ – ΤΟ ΕΝΔΕΧΟΜΕΝΟ DEAL ΜΕ ΓΥΝΑΙΚΑ ΠΡΩΗΝ ΒΟΥΛΕΥΤΗ, ΠΟΥ ΜΠΟΡΕΙ ΝΑ ΤΟΝ ΚΑΝΕΙ ΡΥΘΜΙΣΤΗ ΤΟΥ ΠΟΛΙΤΙΚΟΥ ΣΚΗΝΙΚΟΥ… In: Makeleio.gr. Abgerufen am 31. Dezember 2020 (griechisch).
18. ↑  Δημοσκόπηση Κάπα Research: Προβάδισμα 17 ποσοστιαίων μονάδων για τη ΝΔ. In: mononews. 2. Juli 2020, abgerufen am 31. Dezember 2020 (griechisch).